# No Toca-Fita do Meu Carro
No Toca-Fita do Meu Carro é um álbum lançado em 1978 pelo cantor paraibano Bartô Galeno. A temática do álbum é, em sua maior parte, baseada em relatos de histórias de homens abandonados por suas mulheres.
A primeira faixa do álbum, homônima, foi composta dentro de um automóvel que Bartô Galeno havia comprado fiado. A música tornou-se um dos maiores sucessos do cantor, figurando em todos os seus shows a partir de então.
O álbum também é influenciado pelo rock da Jovem Guarda nas músicas Que Amor Danado que Arranjei, Novamente e no grande sucesso Lembranças do Rei.

## Faixas
| N.º            | Título                         | Duração |  |
| 1.             | "No Toca-Fita do Meu Carro"    | 3:57    |  |
| 2.             | "Novamente"                    | 2:37    |  |
| 3.             | "Que Amor Danado que Arranjei" | 2:20    |  |
| 4.             | "O Grande Amor da Minha Vida"  | 3:24    |  |
| 5.             | "Você Vai Se Arrepender"       | 2:53    |  |
| 6.             | "Pense Meu Bem"                | 3:38    |  |
| 7.             | "Adeus Solidão"                | 2:29    |  |
| 8.             | "Não Vou Voltar Atrás"         | 2:24    |  |
| 9.             | "Você Me Pertence"             | 2:56    |  |
| 10.            | "Lembranças do Rei"            | 3:59    |  |
| 11.            | "Velhos Tempos"                | 3:05    |  |
| 12.            | "Seja o que For"               | 2:43    |  |
| 13.            | "Amor e Desprezo"              | 2:47    |  |
| 14.            | "Maria Maria"                  | 3:13    |  |
| Duração total: | Duração total:                 | 42:25   |  |